# أوروبا (صحيفة)
أوروبا (بالتركية: Avrupa)‏ هي صحيفة يومية تصدر في شمال قبرص . رئيس تحريرها هو [[{{{1}}}|{{{1}}}]] [[:en:{{{1}}}|[الإنجليزية]]] . وهي تدعم إعادة توحيد قبرص وتتبنى القيم اليسارية ، وتتميز في الدراسات بأنها يسارية متطرفة .  